# Fredrik Söderholm
Fredrik Elias Björn Söderholm, född 17 september 1991 i Stockholm, är en svensk medieprofil och poddare.

## Biografi
Söderholm har arbetat med Filip och Fredrik i flera av deras TV-produktioner till exempel Breaking News.
Mellan 2017 och 2019 var han en av programledarna för Tankesmedjan i P3. 2019 sände P3 hans podd Hej jag heter Fredrik som skildrade hur han gick ett tolvstegsprogram för att bli kvitt sitt kokainmissbruk. Söderholm tog ett återfall under inspelningsperioden och sände ut det live på Instagram. Han har gjort sig känd för att vara aktiv och transparent på Instagram och har bland annat skildrat sin jakt på droger så väl som en hjärtoperation och en hjärnblödning på appen.
Söderholm är upphovsperson till en mängd poddar och bland de mer uppmärksammade finns Sorry allt gick åt helvete som han gjorde i två säsonger (2021–2022) tillsammans med Ola Rapace. I Sorry allt gick åt helvete diskuterar Söderholm och Rapace igenom sina respektive missbruk och trauman samt försöker göra upp med sitt destruktiva leverne. År 2023 släppte han även en självbiografisk bok med samma titel, Sorry, allt gick åt helvete – min läkning i en sjuk värld.
Sedan 2020 sänder han Gott snack, ett eget morgonprogram i poddformat från en studio på Södermalm.
År 2024 satte han upp en självbiografisk ståuppshow på Södra Teatern med titeln Hej jag heter Fredrik.

## Familj
Söderholms mor, Gunilla Söderholm, har skrivit boken Gunillas man försvann som skildrar hur hennes man, Fredrik Söderholms far, lämnade familjen, försvann och dödförklarades av myndigheterna för att några år senare dyka upp igen.

## Poddar och radio
- 2015: Brobrännarna med Nichlas Niemi. En veckovis podcast om kändisar och kulturella företeelser.
- 2017–2019: Tankesmedjan i P3
- 2019: Hej, jag heter Fredrik. Podd i P3:s regi om att försöka bli kvitt kokainmissbruk.
- 2019: Sommarvikarie på Farah i P3.
- 2020– : Gott snack. Morgonradio i poddversion i egen regi.
- 2021–2022: Sorry, allt gick åt helvete på Acast med Ola Rapace.
- 2022–2023: Schulman & Geniet. Podd med Calle Schulman för Acast.
- 2022: Ur-gott snack. En podd om klockor.
- 2022: 203 sätt att göra honom vild i sängen för Podme tillsammans med Julia Frändfors.
- 2023: Rullar vi?. Podd med Julia Frändfors